# クリス・ヤング (外野手)
クリストファー・ブランドン・ヤング（Christopher Brandon Young , 1983年9月5日 - ）は、アメリカ合衆国テキサス州ヒューストン出身の元プロ野球選手（外野手）。右投右打。愛称はCY。

## 経歴

### プロ入りとホワイトソックス傘下時代
2001年6月5日、MLBドラフト16巡目（全体493位）でシカゴ・ホワイトソックスから指名を受け、8月19日に契約成立。この年はプレーしなかった。
2002年から傘下のルーキー級アリゾナリーグ・ホワイトソックスでプロとしてのキャリアをスタートさせる。55試合に出場の上、ベースボール・アメリカ誌の有望株リストでは、アリゾナリーグの13位にランクされた。オフには野球選手として失敗した時のために学位を取るため、ヒューストン・バプティスト大学に在学。
2003年はアパラチアンリーグのルーキー級ブリストル・ホワイトソックスで69安打（4位）・21盗塁（2位）等をマークし、アパラチアンリーグのオールスターに出場。オフには前年同様にヒューストン・バプティスト大学に在学した。
2004年はA級カナポリス・インティミデイターズで24本塁打（6位）・66四球（2位）・出塁率.365（7位）・31盗塁（2位）など好成績を挙げ、ホワイトソックスの有望株リストで9位にランクされ、ベスト・アスリートにも選ばれた。
2005年はAA級バーミングハム・バロンズで126試合 ・ 打率.277 ・ 26本塁打 ・ 77打点 ・ 出塁率.377 ・ OPS.922 ・ 32盗塁と言うハイレベルな数字を叩き出し、7月10日にはオールスター・フューチャーズゲームに出場。ベースボール・アメリカ誌のマイナーリーグ・オールスター代表チームにも選出され、ホワイトソックスのマイナーリーグ・プレーヤー・オブ・ザ・イヤーに輝いた。また、有望株リストでは6位にランクされ、ベスト・アスリートとファステスト・ベースランナーに挙げられている。

### ダイヤモンドバックス時代

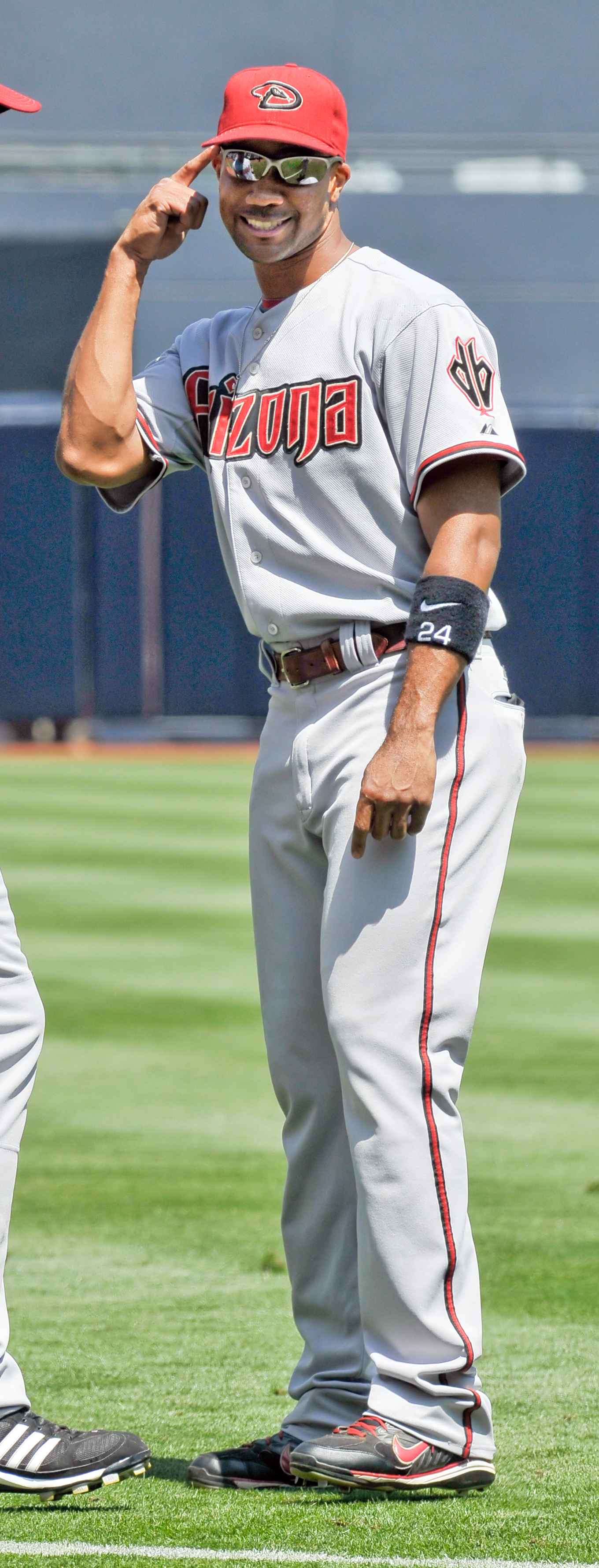
アリゾナ・ダイヤモンドバックス時代
(2008年8月27日)

2005年12月20日にハビアー・バスケスとのトレードで、オーランド・ヘルナンデスと共にアリゾナ・ダイヤモンドバックスへ移籍した。

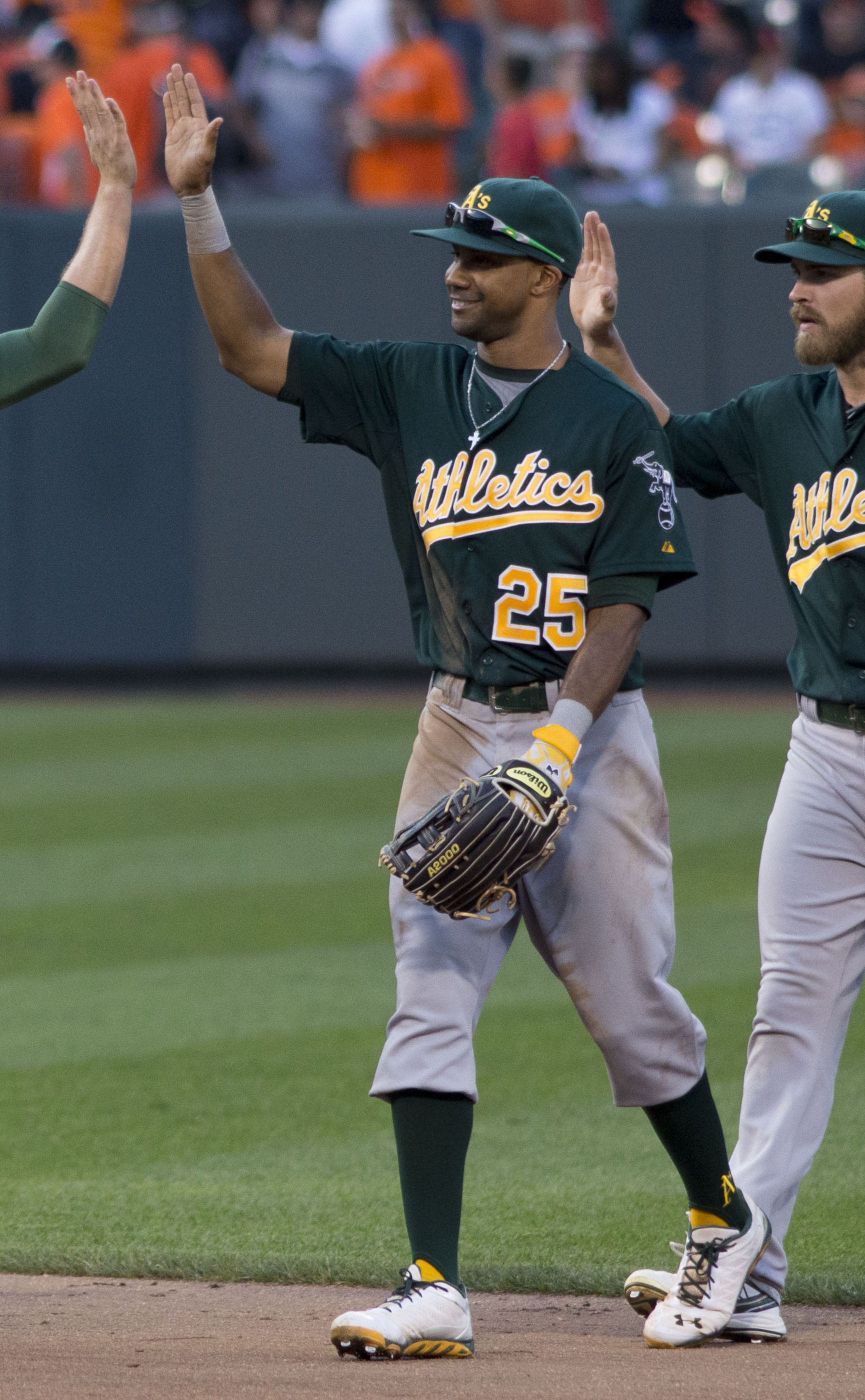
オークランド・アスレチックス時代
(2013年8月24日)

2006年は、AAA級にステップアップ。AAA級ツーソン・サイドワインダーズ100試合 ・ 打率.276 ・ 21本塁打 ・ 77打点 ・ 出塁率.363 ・ OPS.895 ・ 17盗塁と順調に成長を続けた。8月18日に、メジャー初昇格を果たす。同日、サンディエゴ・パドレス戦で「8番・中堅手」としてスタメン起用されメジャー・デビュー。8回表にウッディ・ウィリアムズ投手からキャリア初安打となるセンター前ヒットを放った（3打数1安打1得点）。更に、23日にはジェイソン・シュミット投手からメジャー初本塁打となる2点本塁打を、9月2日のワシントン・ナショナルズ戦では3安打5打点を叩き出すなど、30試合に出場して経験を積んだ。シーズン終了後、ベースボール・アメリカ誌のマイナーリーグ・オールスター2ndチームに選出された他、ダイヤモンドバックスの有望株リストで2位にランクされ、ベスト・ディフェンシブ・アウトフィルダーに選ばれる。
2007年は開幕から中堅手のポジションを確保し、打率は.237と低いものの、先頭打者本塁打9本（両リーグ最多、MLB歴代5位タイ）、6月5日と同19日はサヨナラ本塁打を放つなど計32本塁打（リーグ10位）、68打点。後半戦からは一番打者に抜擢され、前半戦9盗塁に対して後半戦は18盗塁と、走塁にも積極性が出て来た。新人選手が30本塁打、20盗塁をクリアしたのはノマー・ガルシアパーラ（30本塁打、22盗塁、1997年）に続いてMLB史上二人目。30本塁打、25盗塁は史上初。85得点、29二塁打、32本塁打、64長打、長打率.467、27盗塁は球団新人記録。地区優勝の原動力として活躍し、 シカゴ・カブスとのプレーオフでも2発放つなど、ボブ・メルビン監督を「攻撃の幅が広がった」と喜ばせた。ナショナルリーグ・ルーキー・オブ・ザ・イヤー投票では10ポイントを獲得、4位に食い込むなど、飛躍のシーズンとなった。
2008年は4月8日に2013年までの5年2800万ドルの契約を締結。2014年は1100万ドルのオプションとされた。開幕当初は一番打者として起用されていたが、5月31日の時点で打率.238、出塁率.327。6月以降は打順を下げられることが多くなった。前年比本塁打と盗塁はダウンしたが、二塁打と三塁打はアップして、それぞれリーグ7位と6位。前半戦打率.228、出塁率.296、OPS.697に対して後半戦は打率.278、出塁率.343、OPS.851と尻上がりに調子を上げた。8月16日と9月21日には3安打4打点。本人は、「今季の成長過程にはおおむね満足している」とシーズンを振り返った。
2009年は打撃不振に陥り、打率は.212にとどまった。また、20本塁打にも届かず、打点も前年の85から半減以下となる42に留まるなど、レギュラー定着以降で最低の打撃成績に終わった。
2010年は156試合の出場で打率.257、27本塁打、91打点、28盗塁を記録した。
2011年は打率こそ下がったが、四球が2年連続で自己最多を更新し、前年に続いて20本塁打20盗塁をクリアした。
2012年は4月に肩を痛めた影響で101試合の出場に留まった。

### アスレチックス時代
2012年10月20日にマイアミ・マーリンズも絡んだ三角トレードによってオークランド・アスレチックスへと移籍した。これにより、4シーズンぶりにボブ・メルビン監督の下でプレーすることになった。
2013年11月1日にFAとなった。

### メッツ時代

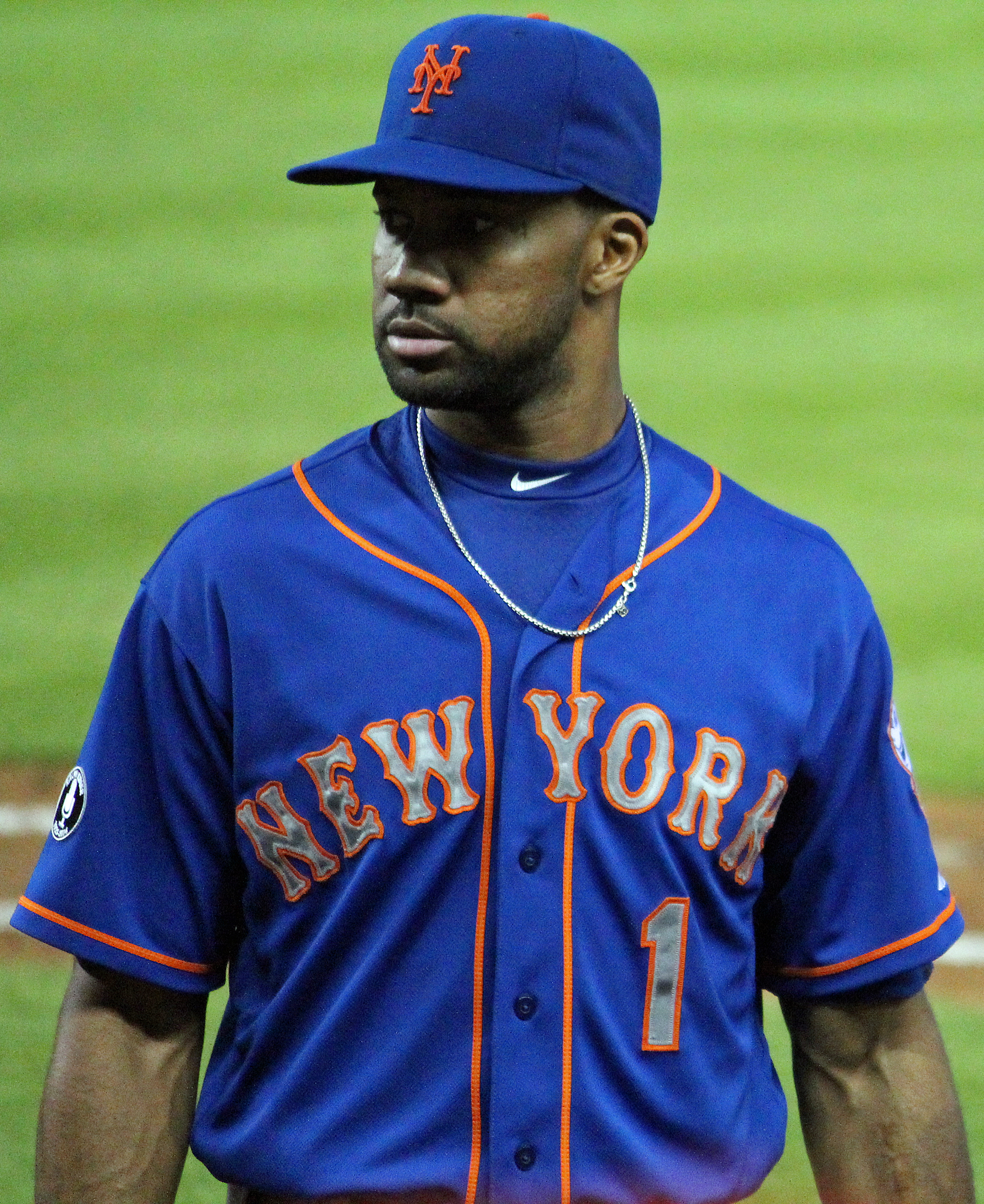
ニューヨーク・メッツ時代
(2014年5月7日)

2013年11月22日にニューヨーク・メッツと1年総額750万ドルで契約を結び、11月26日に正式発表した。
2014年は開幕から88試合に出場したが、打率.205、8本塁打、28打点、7盗塁と結果を残せず、8月9日にDFAとなった。

### ヤンキース時代

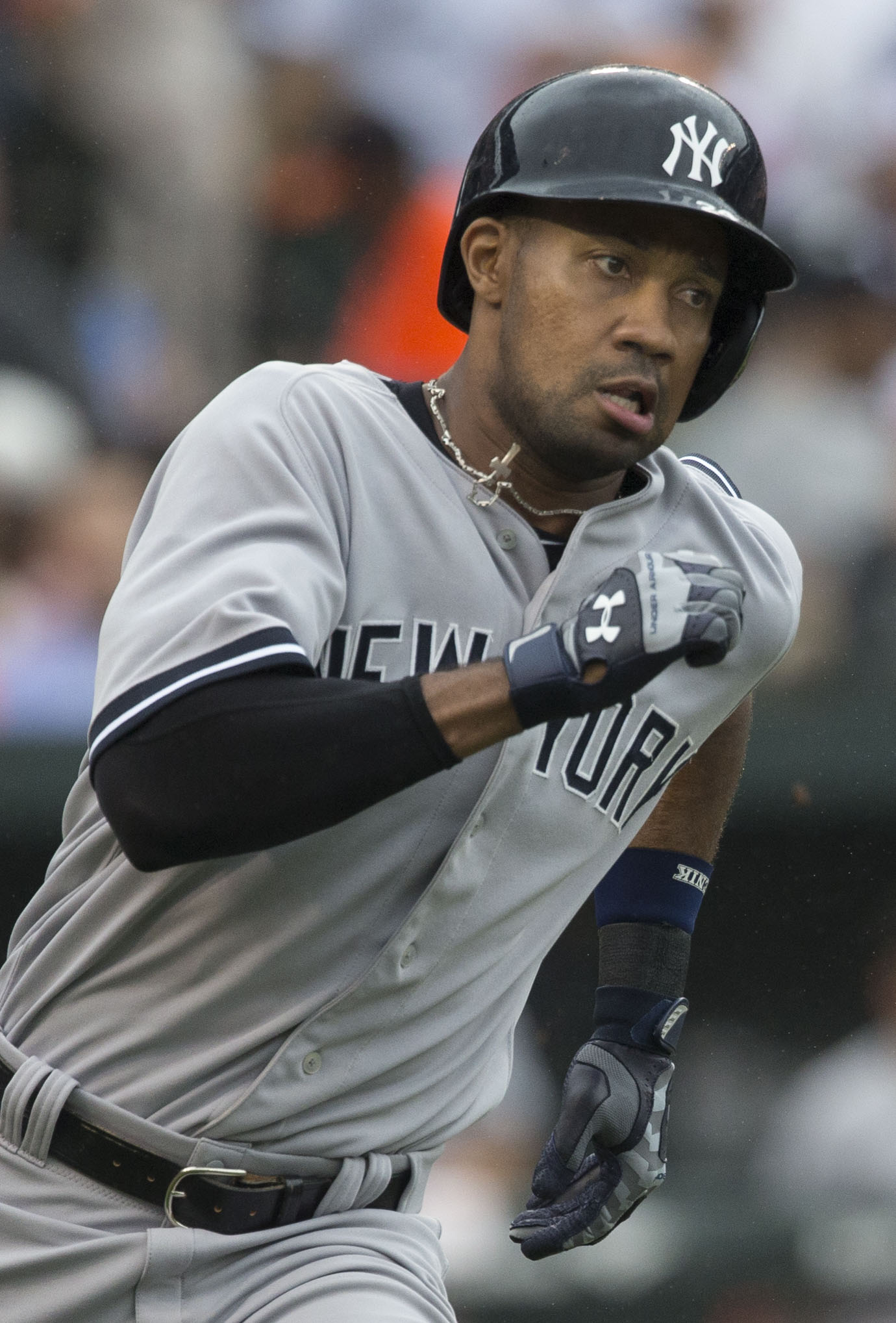
ニューヨーク・ヤンキース時代
(2014年9月13日)

2014年8月27日、ニューヨーク・ヤンキースと契約を結んだ。移籍後は23試合に出場し、打率.282、3本塁打、10打点、OPS0.876・1盗塁という一定の成績を残した。ニューヨークの2チームで計111試合に出場し、8年連続となる2桁本塁打を記録、通算150本塁打を達成した。
2015年はブレット・ガードナー、ジャコビー・エルズベリー、カルロス・ベルトランと、外野の3ポジションのレギュラーが決まっていた為、リザーブ外野手としてプレーしたが、自身4シーズンぶりとなる140試合以上（140ちょうど）に出場した。打撃面では、打率が5年ぶりに.250を超えたほか、9年連続2桁本塁打となる14本塁打を記録した。外野守備では、76試合で右翼手を、55試合で左翼手を、15試合で中堅手を守った。11月2日にFAとなった。

### レッドソックス時代
2015年12月2日にボストン・レッドソックスと2年契約を結んだ。
2016年はリザーブ外野手として起用されたが、ルーキーイヤー以来10年ぶりの100未満となる76試合の出場だった。打撃面では好調を維持し、打率.276・出塁率.352・OPS0.850は、いずれも自己最高の数値だった。
2017年はディビジョンシリーズのロースターには当初は外れていたが、怪我で離脱したエドゥアルド・ヌニェスに代わって登録された。オフの11月2日にFAとなった。

### エンゼルス時代
2018年2月19日にロサンゼルス・エンゼルスと1年200万ドルの契約を結んだ。この年は56試合に出場して打率.168、6本塁打、13打点、2盗塁を記録した。オフの10月29日にFAとなった。この年を最後にプレーしていない。

### 現役引退後
2019年夏に学位を取るために復学することを決意した。2人の娘にいかに教育が重要かを示す目的でもあった。
2021年よりMLBネットワークのアナリストに就任した。
2022年にアリゾナ州立大学で経営学の学位を取得し、大学を卒業した。

## プレースタイル
ベースボール・アメリカ誌の有望株リストでは、2006年版23位・2007年版12位にランクされている、最高水準のスピードとパワーを兼備する核弾頭。調子が上がると固め打ちをするタイプで、中軸を打たせる構想もあるが、本人はリードオフの座にこだわりがある。また、中堅の守備でも俊足を飛ばし、広大な守備範囲を誇る。抜群の身体能力を有するが故に、少々それに頼りすぎる嫌いがあるものの、「基本的な技術を習得すればスター選手にも成り得る」と目されている。スピードとパワーを両立するアスリートで、2007年に新人選手としては史上初となる30本塁打、25盗塁を達成した。
マイナー5年間の通算成績は、打率.267・出塁率.358・OPS.859・108盗塁（成功率76%）。

## 詳細情報

### 年度別打撃成績
| 年 度     | 球 団     | 試 合 | 打 席 | 打 数 | 得 点 | 安 打 | 二 塁 打 | 三 塁 打 | 本 塁 打 | 塁 打 | 打 点 | 盗 塁 | 盗 塁 死 | 犠 打 | 犠 飛 | 四 球 | 敬 遠 | 死 球 | 三 振 | 併 殺 打 | 打 率 | 出 塁 率 | 長 打 率 | O P S |
| --------- | --------- | ----- | ----- | ----- | ----- | ----- | -------- | -------- | -------- | ----- | ----- | ----- | -------- | ----- | ----- | ----- | ----- | ----- | ----- | -------- | ----- | -------- | -------- | ----- |
| 2006      | ARI       | 30    | 78    | 70    | 10    | 17    | 4        | 0        | 2        | 27    | 10    | 2     | 1        | 0     | 1     | 6     | 0     | 1     | 12    | 0        | .243  | .308     | .386     | .693  |
| 2007      | ARI       | 148   | 624   | 569   | 85    | 135   | 29       | 3        | 32       | 266   | 68    | 27    | 6        | 1     | 5     | 43    | 1     | 6     | 141   | 5        | .237  | .295     | .467     | .763  |
| 2008      | ARI       | 160   | 699   | 625   | 85    | 155   | 42       | 7        | 22       | 277   | 85    | 14    | 5        | 6     | 5     | 62    | 2     | 1     | 165   | 10       | .248  | .315     | .443     | .758  |
| 2009      | ARI       | 134   | 501   | 433   | 54    | 92    | 28       | 4        | 15       | 173   | 42    | 11    | 4        | 3     | 2     | 59    | 2     | 4     | 133   | 3        | .212  | .311     | .400     | .711  |
| 2010      | ARI       | 156   | 664   | 584   | 94    | 150   | 33       | 0        | 27       | 264   | 91    | 28    | 7        | 1     | 3     | 74    | 0     | 2     | 145   | 10       | .257  | .341     | .452     | .793  |
| 2011      | ARI       | 156   | 659   | 567   | 89    | 134   | 38       | 3        | 20       | 238   | 71    | 22    | 9        | 1     | 7     | 80    | 4     | 4     | 139   | 3        | .236  | .331     | .420     | .751  |
| 2012      | ARI       | 101   | 363   | 325   | 36    | 75    | 24       | 0        | 14       | 141   | 41    | 8     | 3        | 0     | 0     | 36    | 0     | 2     | 79    | 4        | .231  | .311     | .434     | .745  |
| 2013      | OAK       | 107   | 375   | 335   | 46    | 67    | 18       | 3        | 12       | 127   | 40    | 10    | 3        | 0     | 2     | 36    | 3     | 2     | 93    | 7        | .200  | .280     | .379     | .659  |
| 2014      | NYM       | 88    | 287   | 254   | 31    | 52    | 12       | 0        | 8        | 88    | 28    | 7     | 3        | 1     | 3     | 25    | 2     | 4     | 54    | 3        | .205  | .283     | .346     | .630  |
| 2014      | NYY       | 23    | 79    | 71    | 9     | 20    | 8        | 0        | 3        | 37    | 10    | 1     | 0        | 0     | 0     | 7     | 0     | 1     | 16    | 0        | .282  | .354     | .521     | .876  |
| '14計     | NYY       | 111   | 366   | 325   | 40    | 72    | 20       | 0        | 11       | 125   | 38    | 8     | 3        | 1     | 3     | 32    | 2     | 5     | 70    | 3        | .222  | .299     | .385     | .683  |
| 2015      | NYY       | 140   | 356   | 318   | 53    | 80    | 20       | 1        | 14       | 144   | 42    | 3     | 1        | 3     | 2     | 30    | 2     | 3     | 73    | 6        | .252  | .320     | .453     | .773  |
| 2016      | BOS       | 76    | 227   | 203   | 29    | 56    | 18       | 0        | 9        | 101   | 24    | 4     | 2        | 0     | 0     | 21    | 0     | 3     | 50    | 4        | .276  | .352     | .498     | .850  |
| 2017      | BOS       | 90    | 276   | 243   | 30    | 57    | 12       | 2        | 7        | 94    | 25    | 3     | 2        | 0     | 1     | 30    | 0     | 2     | 55    | 4        | .235  | .322     | .387     | .709  |
| 2018      | LAA       | 56    | 128   | 113   | 17    | 19    | 2        | 1        | 6        | 41    | 13    | 2     | 0        | 1     | 1     | 11    | 0     | 2     | 37    | 1        | .168  | .252     | .363     | .615  |
| MLB：13年 | MLB：13年 | 1465  | 5316  | 4710  | 668   | 1109  | 288      | 24       | 191      | 2018  | 590   | 142   | 46       | 17    | 32    | 520   | 16    | 37    | 1192  | 60       | .235  | .314     | .428     | .743  |

### 記録
MiLB
- オールスター・フューチャーズゲーム選出：1回（2005年）

MLB
- MLBオールスターゲーム選出：1回（2010年）

### 背番号
- 24（2006年 - 2012年、2014年途中 - 2015年、2018年）
- 25（2013年）
- 1（2014年 - 同年途中）
- 30（2016年 - 2017年）